# Johannes Lange (Maueropfer)
Johannes Lange (* 17. Dezember 1940 in Dresden; † 9. April 1969 in Ost-Berlin) war ein Todesopfer an der Berliner Mauer. Angehörige der Grenztruppen der DDR erschossen ihn bei einem Fluchtversuch.

## Leben
Johannes Lange wurde in Dresden geboren. Nach der Schule absolvierte er eine Lehre zum Dekorationsmaler und engagierte sich als freiwilliger Helfer bei der Volkspolizei. Letzteres musste er aufgeben, als er straffällig wurde. 1959 floh er in die Bundesrepublik, kehrte aber noch vor dem Mauerbau 1961 zurück, angeblich um dem Wehrdienst zu entgehen. Wegen illegalen Verlassens der Republik wurde er 1962 zu einer Freiheitsstrafe von einem Jahr verurteilt. Anschließend an die Haftstrafe zog er zu seiner Freundin und deren Kindern. Mit ihr bekam er später ein eigenes Kind. Im Sommer 1968 trennte er sich von seiner Freundin und wurde zur Nationalen Volksarmee eingezogen. Er beschloss, erneut die Flucht zu probieren. Der erste Fluchtversuch über die Grenze der Tschechoslowakei zur Bundesrepublik Deutschland scheiterte. Vor Gericht wurde ihm eine Reisesperre auferlegt und eine Bewährungsstrafe von 15 Monaten ausgesprochen. In Dresden wurde er zuletzt am 30. März 1969 gesehen.
Am 9. April 1969 beobachteten Grenzposten Johannes Lange, als er das Grenzgebiet in Berlin-Mitte am Bethanien-Krankenhaus auskundschaftete. Er verließ das Gelände und kehrte gegen 22 Uhr an die Adalbertstraße zurück. Über die Hinterlandmauer und die Panzersperren gelangt, löste er den Alarm aus, als er den Signalzaun berührte. Von zwei Wachtürmen gaben acht Grenzposten insgesamt 148 Schuss auf Johannes Lange ab, der auf die letzte Mauer zu rannte. Fünf Kugeln trafen ihn von hinten in Kopf, Hals und Oberschenkel. Er starb vor Ort.
Um die Leiche vor Blicken aus West-Berlin zu verbergen, brachten die Grenzer sie hinter einen der Wachtürme. Mehrere Projektile schlugen in Wohnungen und ein Krankenhaus in West-Berlin ein. Verletzte gab es dort nicht. In den folgenden Tagen bekamen die Grenzer Auszeichnungen und Beförderungen.
Die Zentrale Erfassungsstelle Salzgitter dokumentierte die Schüsse. Nach dem Fall der Mauer 1989 übergab sie das Verfahren an die zuständigen Behörden in Berlin. Die dadurch ausgelösten Ermittlungen führten zu einem Mauerschützenprozess, bei dem einer der Schützen, der zum Tatzeitpunkt 19 Jahre alt war, 1998 vom Landgericht Berlin wegen versuchten Totschlags zu einer Jugendstrafe von 15 Monaten auf Bewährung verurteilt wurde. Den anderen Schützen war nicht nachzuweisen, dass sie gezielt auf Johannes Lange geschossen hatten.
Der verurteilte Mauerschütze war der Einzige der angeklagten Mauerschützen, der bereit war, Aussagen zum Vorfall zu machen. Er war auch einer von denen, die keinerlei Auszeichnung erhielten und aus den Unterlagen des Prozesses geht auch hervor, dass er psychisch angeschlagen war und ärztliche Betreuung in Anspruch nehmen musste.